# Montana decticiformis
Montana decticiformis is een rechtvleugelig insect uit de familie sabelsprinkhanen (Tettigoniidae). De wetenschappelijke naam van deze soort is voor het eerst geldig gepubliceerd in 1914 door Stshelkanovtzev.